# Pfarrkirche Haibach ob der Donau

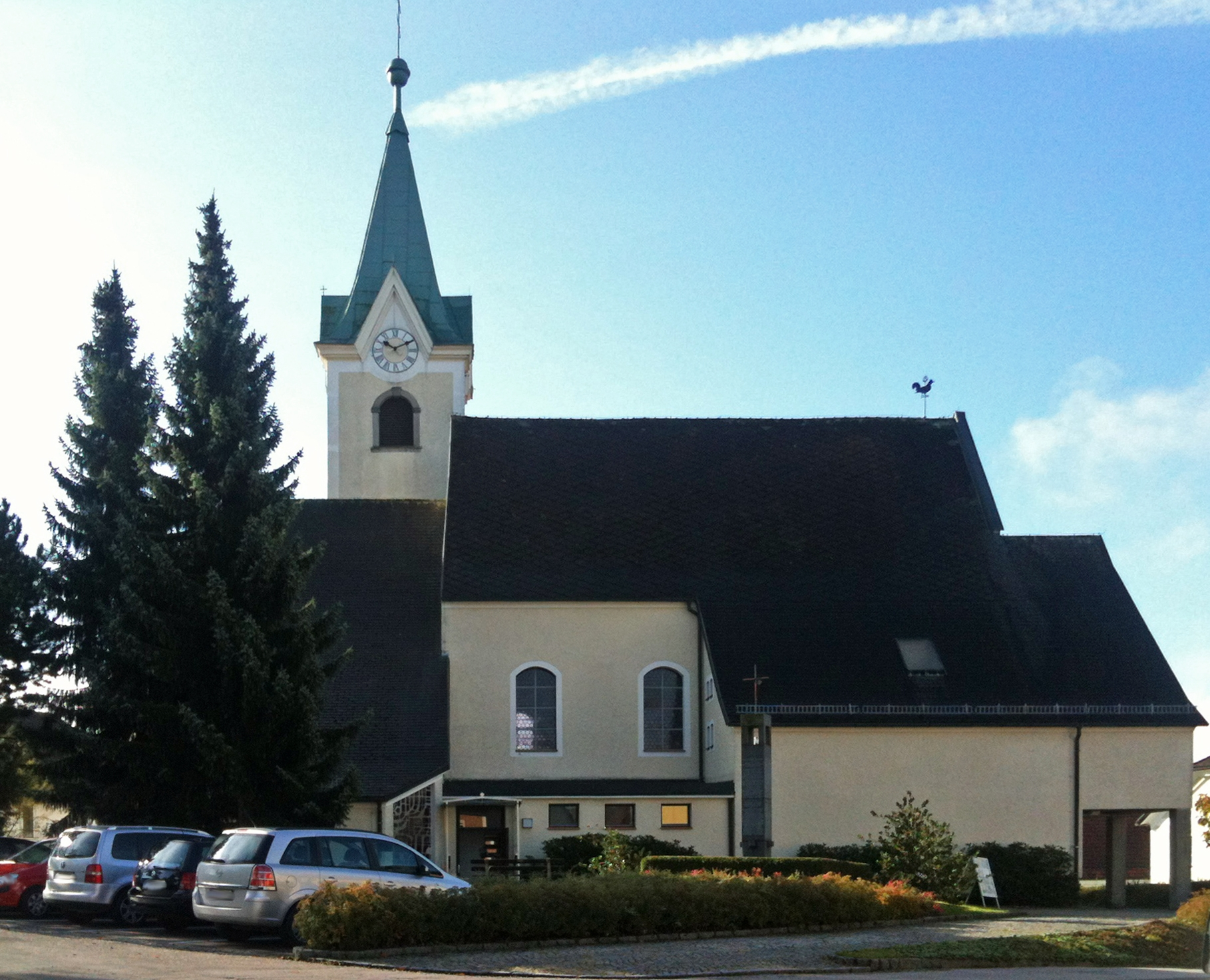
Katholische Pfarrkirche hl. Ulrich in Haibach ob der Donau

Die römisch-katholische Pfarrkirche Haibach ob der Donau mit dem Patrozinium hl. Ulrich steht in der Gemeinde Haibach ob der Donau im Bezirk Eferding in Oberösterreich. Seit dem 1. Jänner 2023 gehört Haibach ob der Donau als eine von 10 Pfarrteilgemeinden zur Pfarre Eferdinger Land der Diözese Linz. Das Bauwerk stand bis Ende 2019 unter Denkmalschutz (Listeneintrag).

## Geschichte
Die Kirche wird 1121 erstmals urkundlich erwähnt.

## Kirchenbau
Kirchenäußeres
Die Kirche ist eine ursprünglich gotische Landkirche, die in späterer Zeit vollkommen barockisiert wurde. Der Turm im südlichen Chorwinkel hat einen neueren Spitzhelm.
Kircheninneres
Die gotische Kirche hat ein einschiffiges Langhaus mit vier Schiffsjochen. Der eingezogene Chor ist zweijochig und endet im 3/8-Schluss. Sowohl das Langhaus als auch der Chor sind stichkappentonnengewölbt. Die zweijochige Westempore ist dreiachsig und ruht auf Platzlgewölbe.

## Ausstattung
Der Hochaltar ist im Stil der Neorenaissance gebaut. Das Altarbild aus dem zweiten Viertel des 19. Jahrhunderts stammt von Johannes Höfel. Die rokoko Seitenaltäre wurden im dritten Viertel des 18. Jahrhunderts geschaffen. Die Kanzel und das Orgelgehäuse stammen aus der ersten Hälfte des 18. Jahrhunderts und wurden später verändert. In der Kirche stehen drei gute barocke Statuen aus der Mitte des 18. Jahrhunderts. Sie stellen die „Mater Dolorosa“, den heiligen Donatus und den heiligen Florian dar. Das barocke Taufbecken hat eine Taufgruppe.